# Paul Tschang In-Nam
Paul Tschang In-Nam (em coreano:  장인남 바오로, Seul, 30 de outubro de 1949) é um diplomata e prelado sul-coreano da Igreja Católica pertencente ao serviço diplomático da Santa Sé.

## Biografia
Ele se formou em teologia na Universidade Católica de Gwangju. Foi ordenado sacerdote em 17 de dezembro de 1976. Trabalhou em paróquia e foi subsecretário da Conferência Episcopal da Coréia por vários anos, depois estudou em Roma de 1978 a 1985, obtendo um doutorado em teologia dogmática na Pontifícia Universidade Lateranense. Ingressou no serviço diplomático da Santa Sé em 1 de maio de 1985. Suas atribuições o levaram a El Salvador, Etiópia, Síria, França, Grécia e Bélgica.
Ele é fluente, além do coreano nativo, em italiano, inglês, alemão, francês e espanhol.
Em 19 de outubro de 2002, o Papa João Paulo II o nomeou núncio apostólico em Bangladesh, com a dignidade de arcebispo titular de Amantia. Foi consagrado em 6 de janeiro de 2003 na Basílica de São Pedro pelo Papa João Paulo II, assistido por Leonardo Sandri, substituto da Secretaria de Estado da Santa Sé e por Antonio Maria Vegliò, secretário da Congregação para as Igrejas Orientais. Assim, tornou-se no primeiro coreano no cargo de núncio apostólico.
Em 27 de agosto de 2007, o Papa Bento XVI o transferiu para a nunciatura de Uganda.
Foi nomeado núncio apostólico na Tailândia e Camboja e delegado apostólico em Myanmar e Laos em 4 de agosto de 2012. Em 8 de fevereiro de 2017, Tsang In-Nam apresentou ao governo de Myanmar uma proposta para o estabelecimento de relações diplomáticas plenas e, em 10 de março, o Parlamento de Myanmar deu sua aprovação. Em 12 de agosto de 2017, o status de Tschang In-Nam foi alterado pelo Papa Francisco para núncio apostólico em Myanmar.
Em 16 de julho de 2022, foi transferido para a nunciatura apostólica nos Países Baixos. Em 13 de fevereiro de 2025, teve sua renúncia aceita, por idade.